# Église Sainte-Catherine de La Flotte
Pour les articles homonymes, voir église Sainte-Catherine.
L'église paroissiale Sainte-Catherine-d'Alexandrie, appelée simplement Sainte-Catherine, se dresse à côté de son ancien presbytère au centre de la ville de La Flotte dans le département français de la Charente-Maritime en région Nouvelle-Aquitaine.
Elle date, dans ses parties les plus anciennes, du XVe siècle. Le portail sud et les vitraux sont inscrits au titre des Monuments Historiques, depuis 1988.

## Historique
Une chapelle du XIIe siècle, dépendante du château des seigneurs de Mauléon, servit de base à la construction de Sainte-Catherine, qui daterait du XIIIe siècle et aurait été détruite par la suite, vers 1575. Grâce à Nicolas de la Courbe de Brée, évêque de Saintes, elle devient paroisse indépendante.
En 1621, durant les conflits entre protestants et catholiques, elle subit de nouvelles dégradations puis est remise en état en 1627.
En 1742, l'on fait détruire quelques maisons et la sacristie, à l'est, pour ses travaux d'agrandissements, afin d'accueillir la population grandissante.
En 1765, le clocher est rehaussé d'environ six mètres et rénové.
Pendant la Révolution, elle devient le temple de la Raison.
Elle est à nouveau réparée en 1805, à son retour au culte catholique.
L'actuelle façade date de 1818, réalisé par le Martinais Jean Noyé.
Les onze vitraux, datant de 1876 à 1878, ont été réalisés par l'entreprise Besseyrias, de Périgueux.
À la fin du XIXe siècle, une partie de l'intérieur reçoit des lambris, dits en « anse de panier », tandis qu'en 1893, les peintres Millet et Augier, de Bordeaux, réalisent, au pochoir, un décor mural.

## Galerie

Extérieur
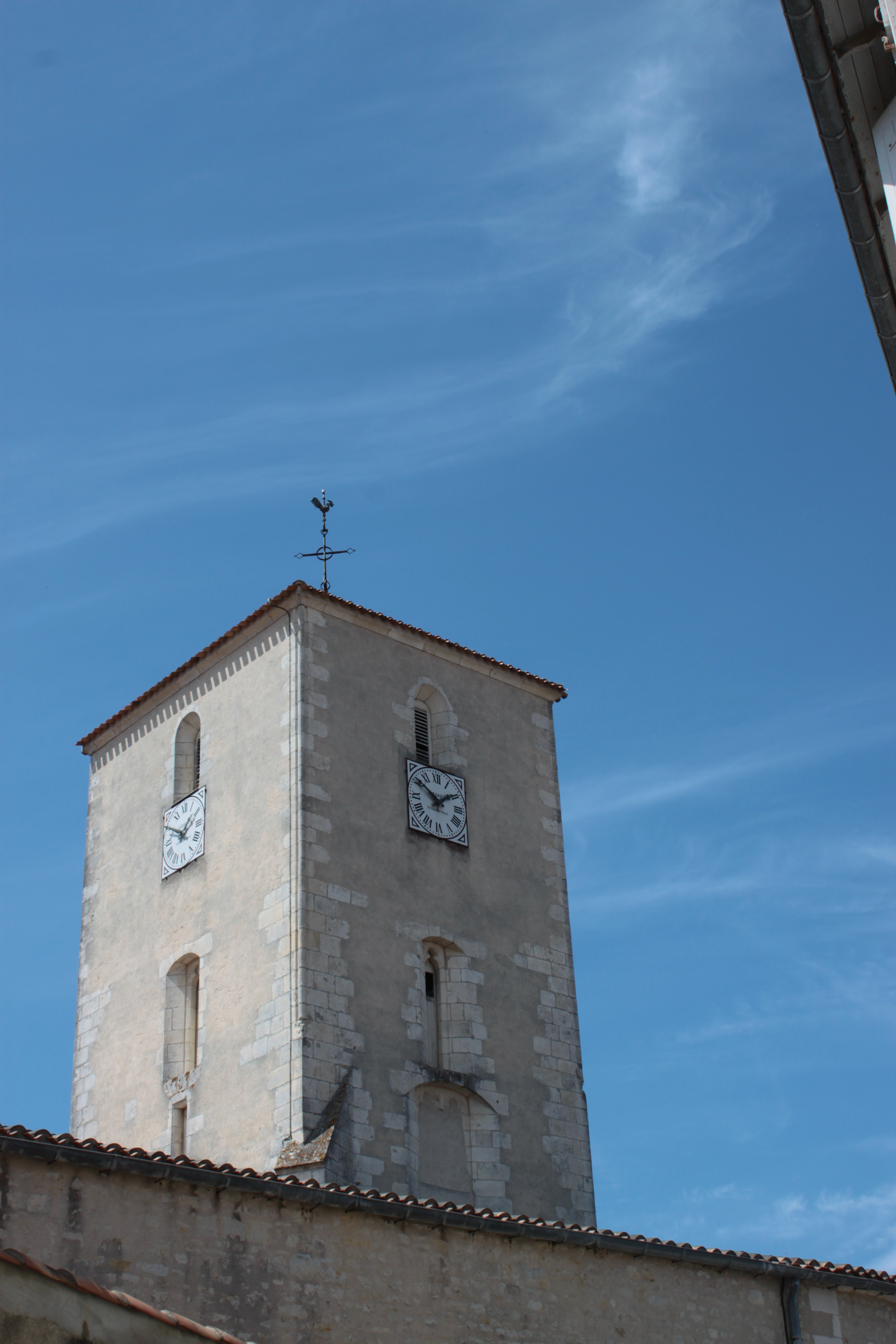
Clocher.
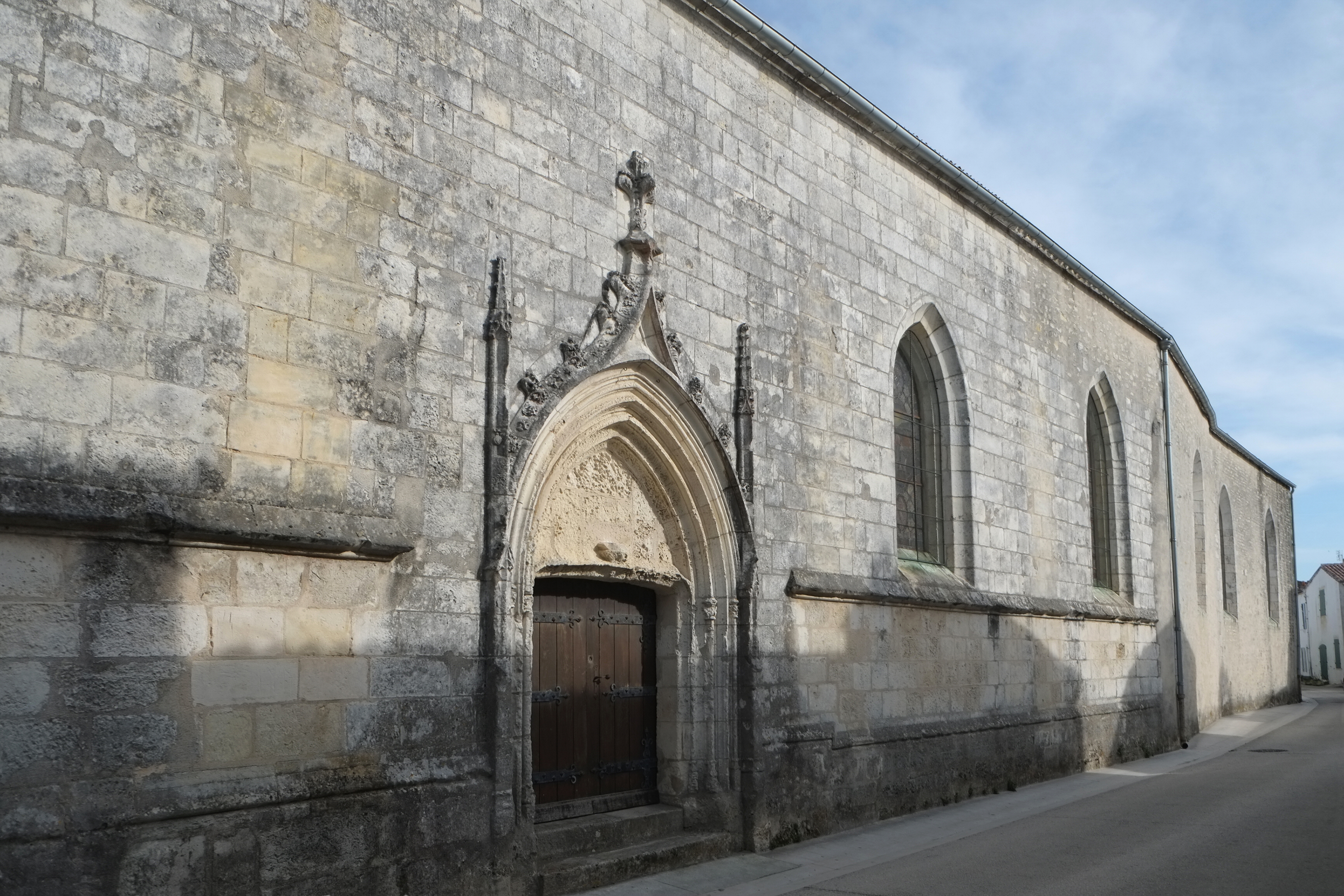
Mur extérieur sud.
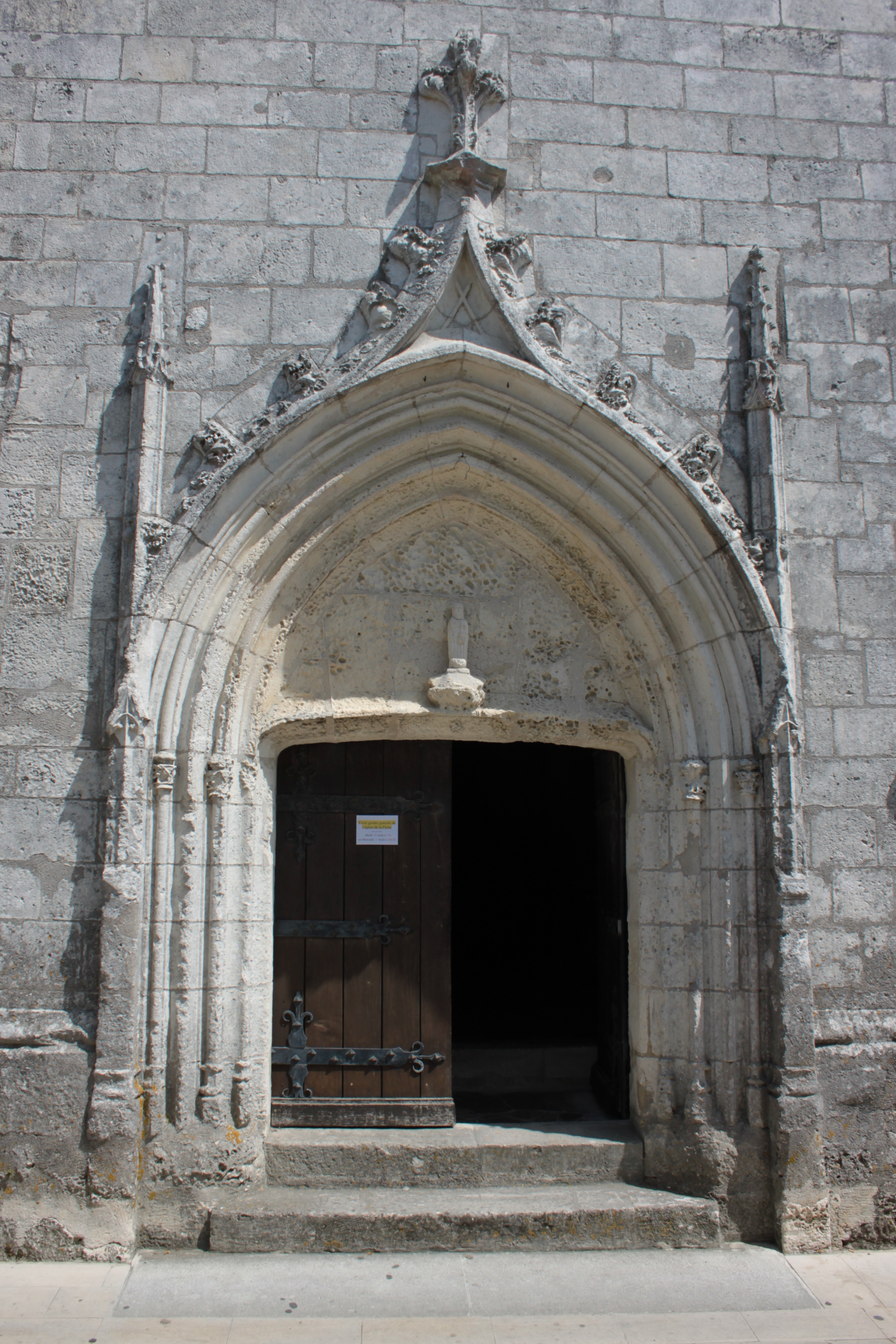
Portail gothique.
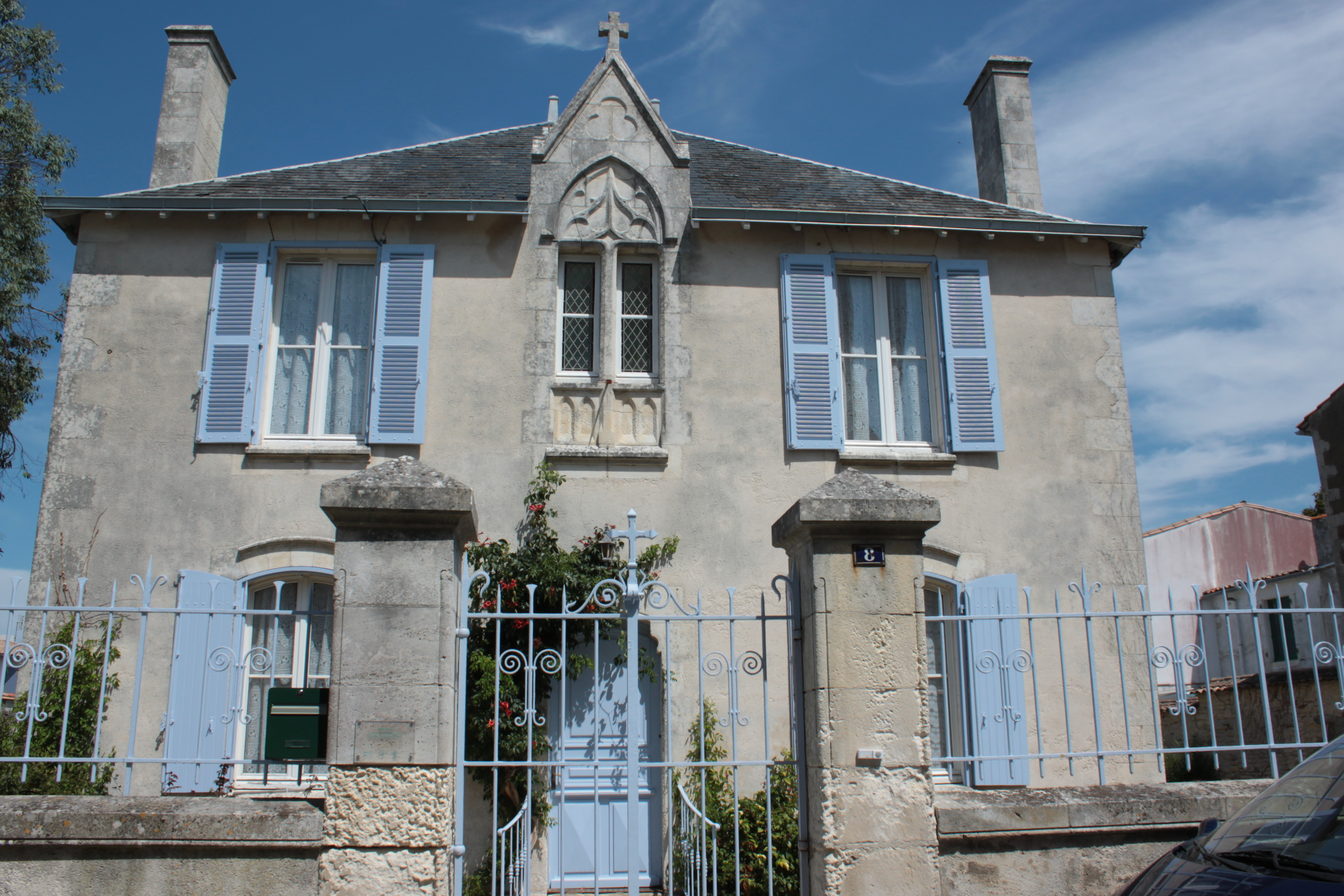
Presbytère.

Intérieur
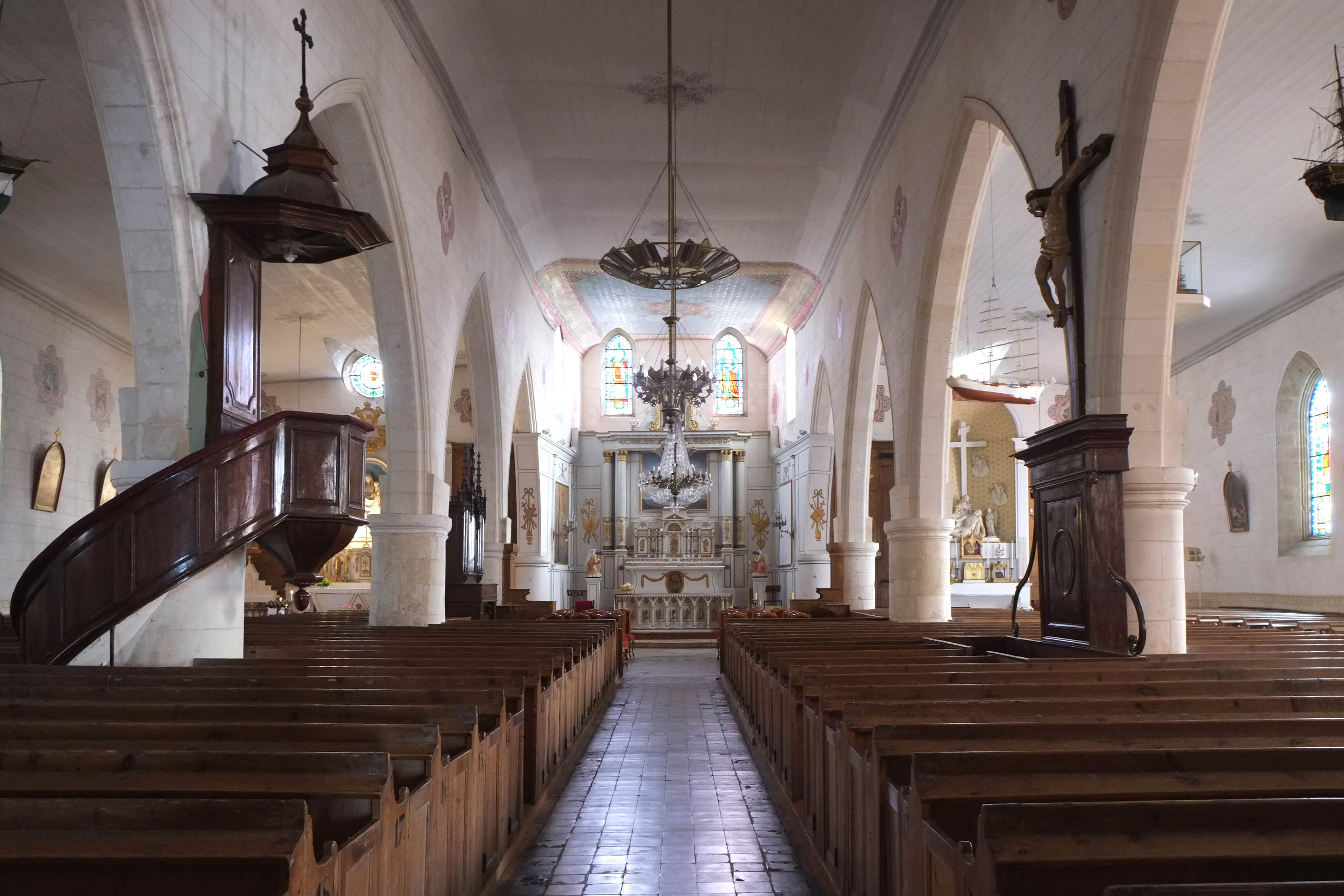
Nef.
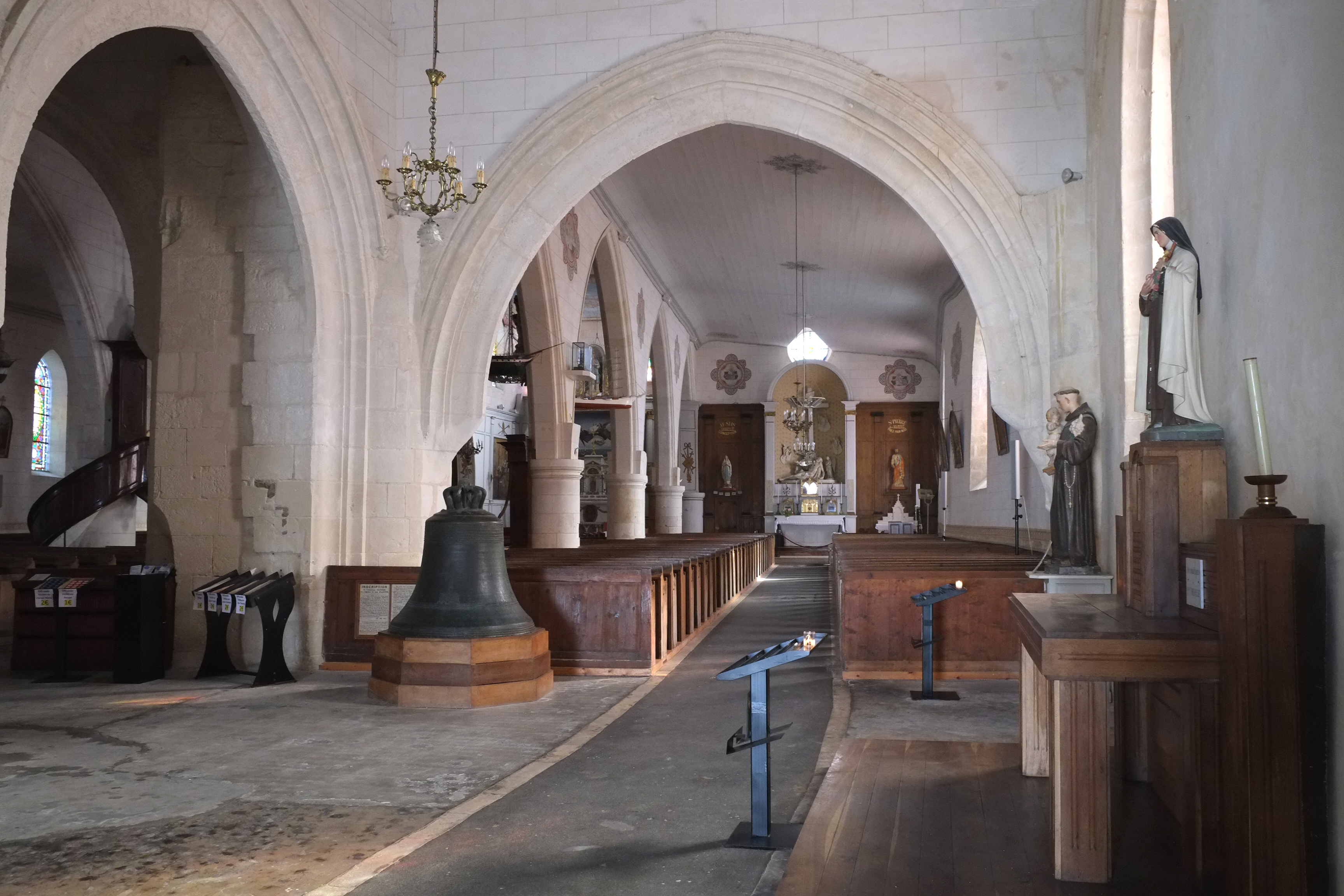
Collatéral sud.
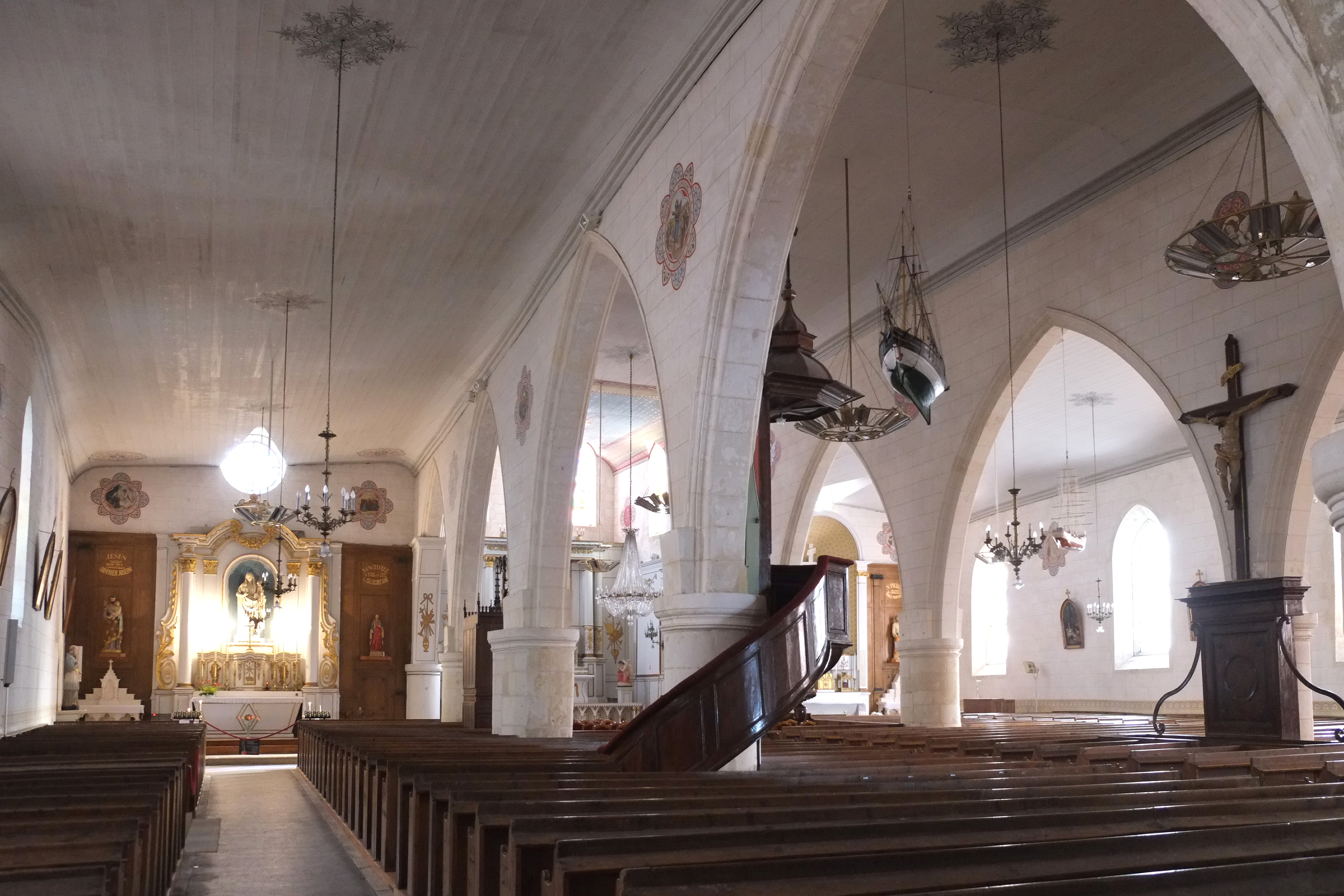
Collatéral nord.
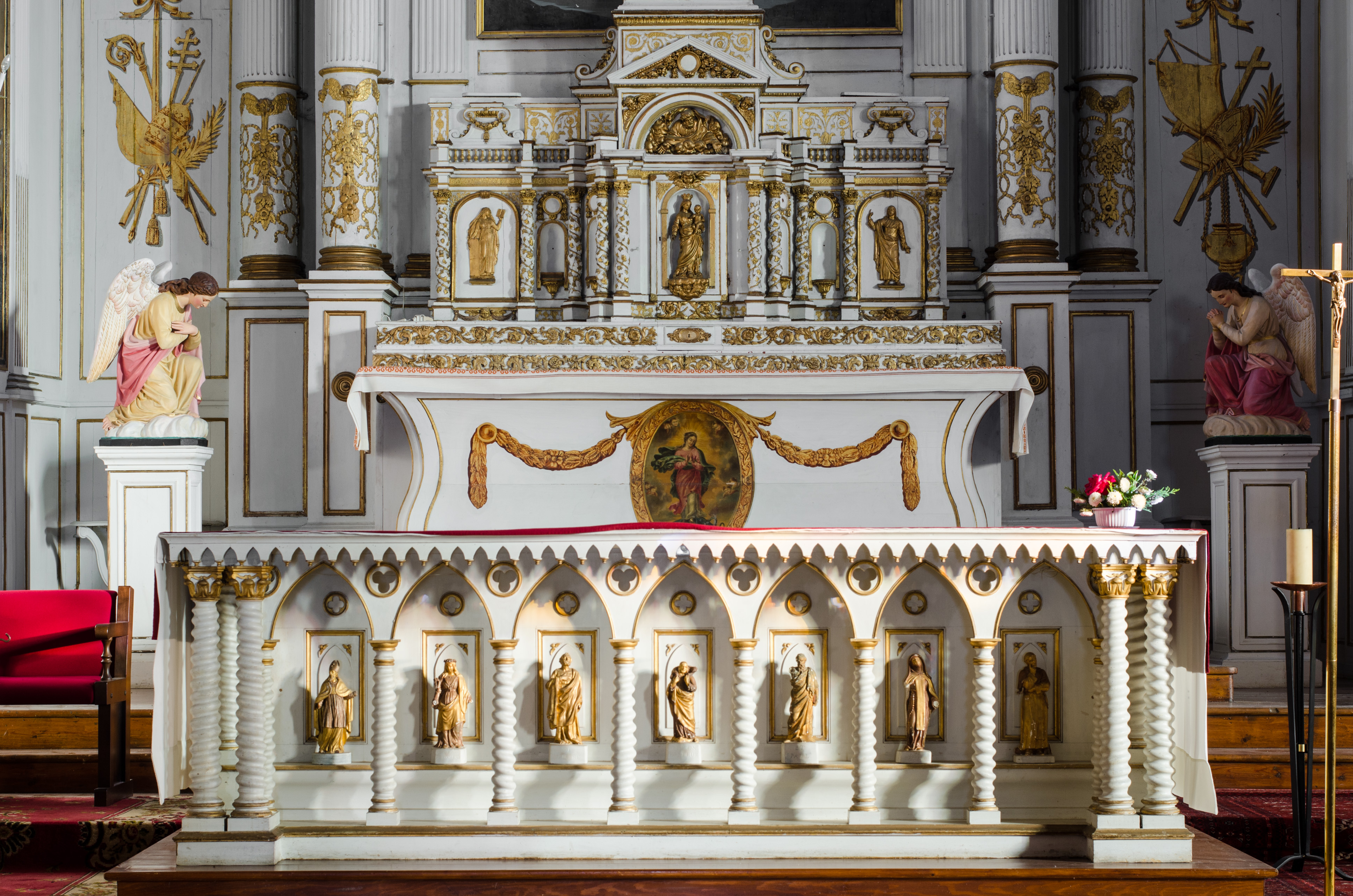
Maître-autel.
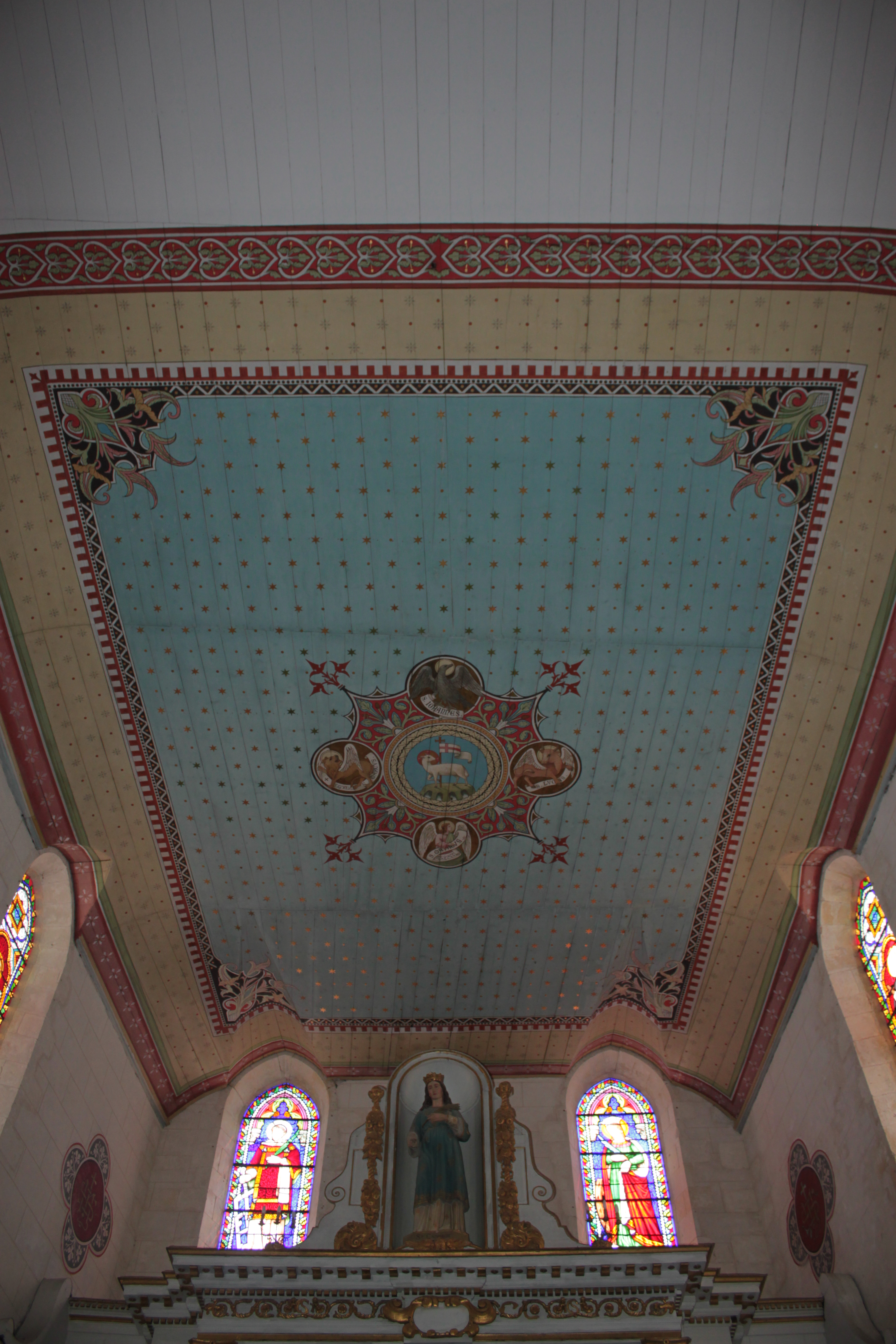
Plafond du maître-autel.
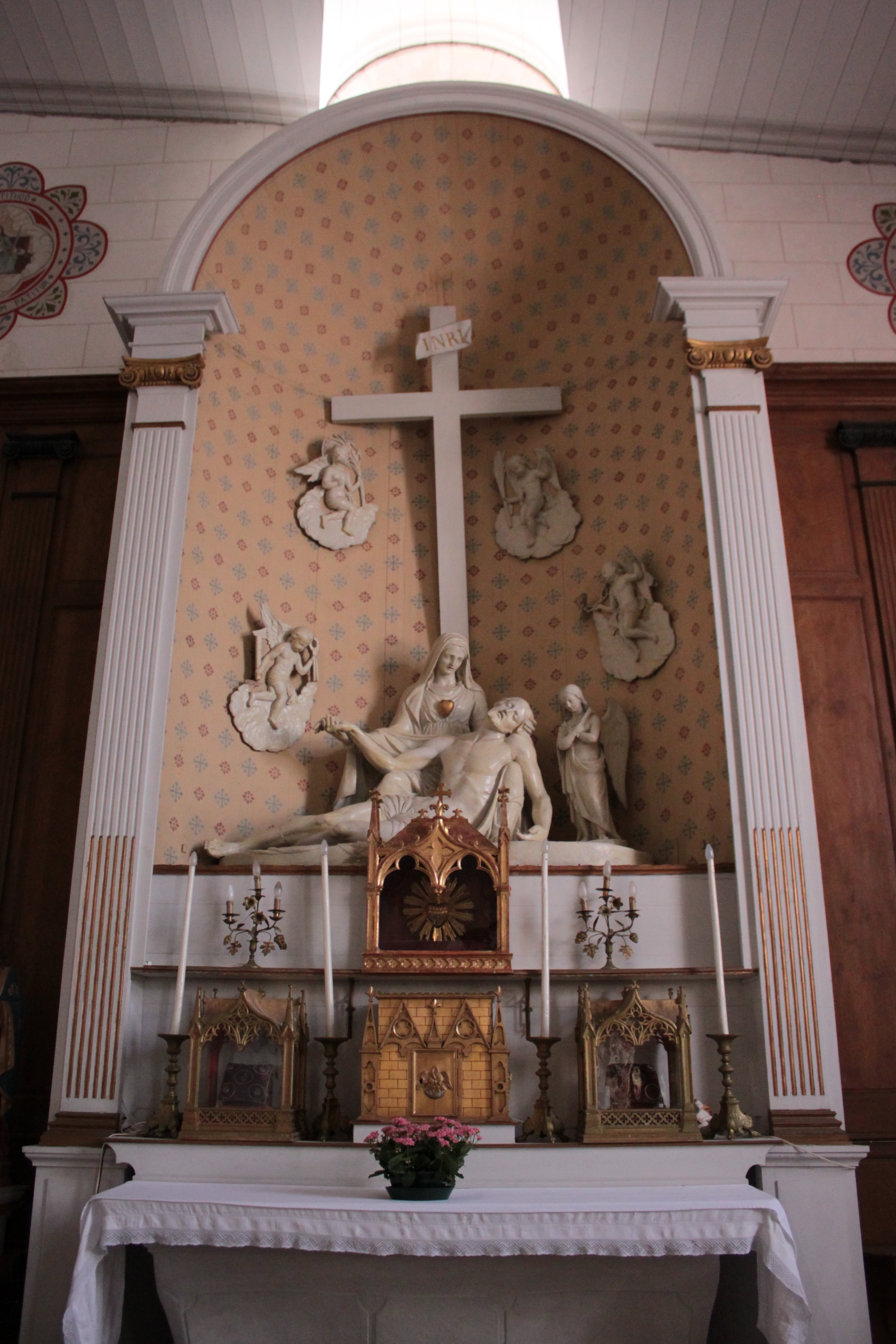
Autel de la Piéta (ou du Sacré-Cœur).
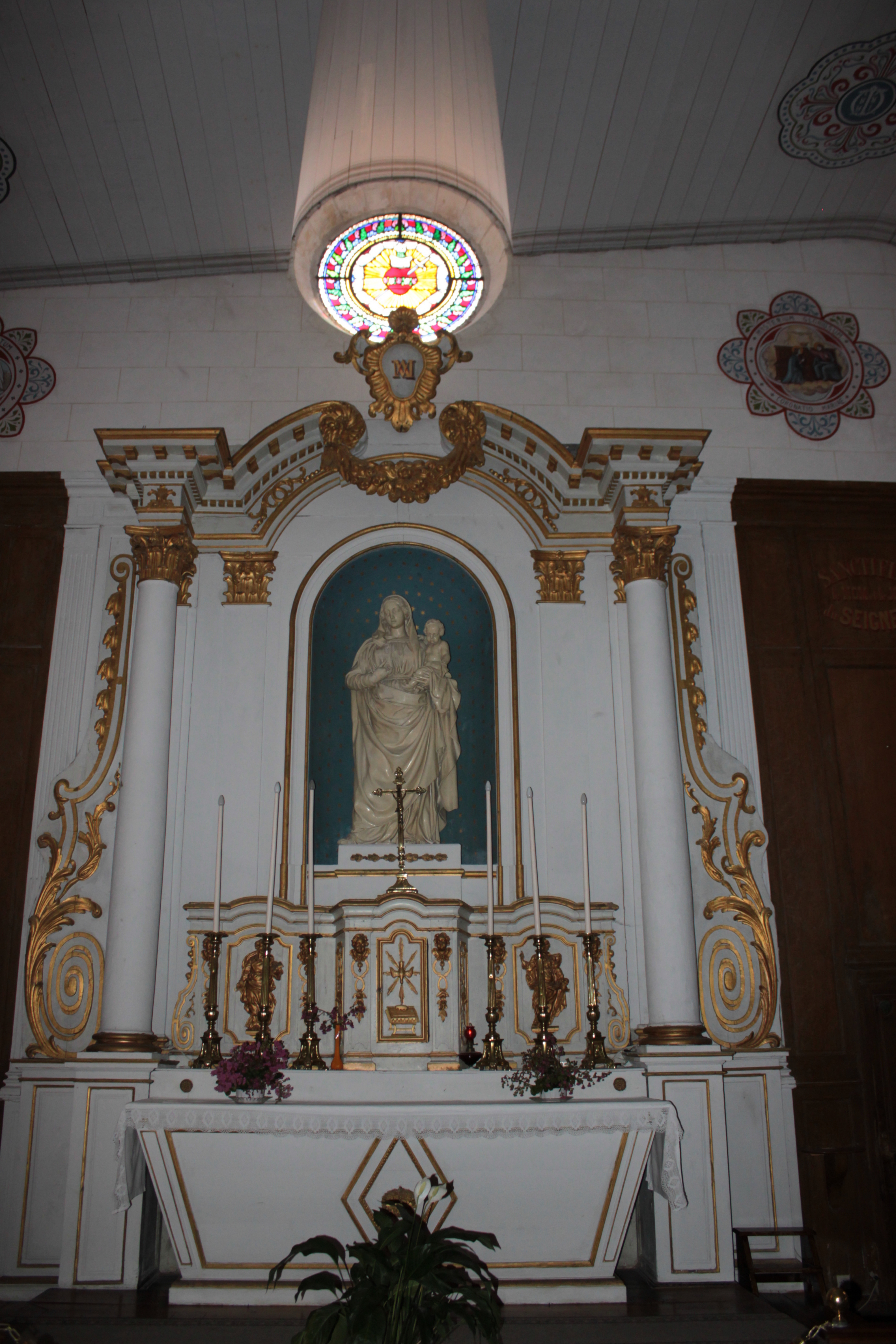
Autel de la Vierge.
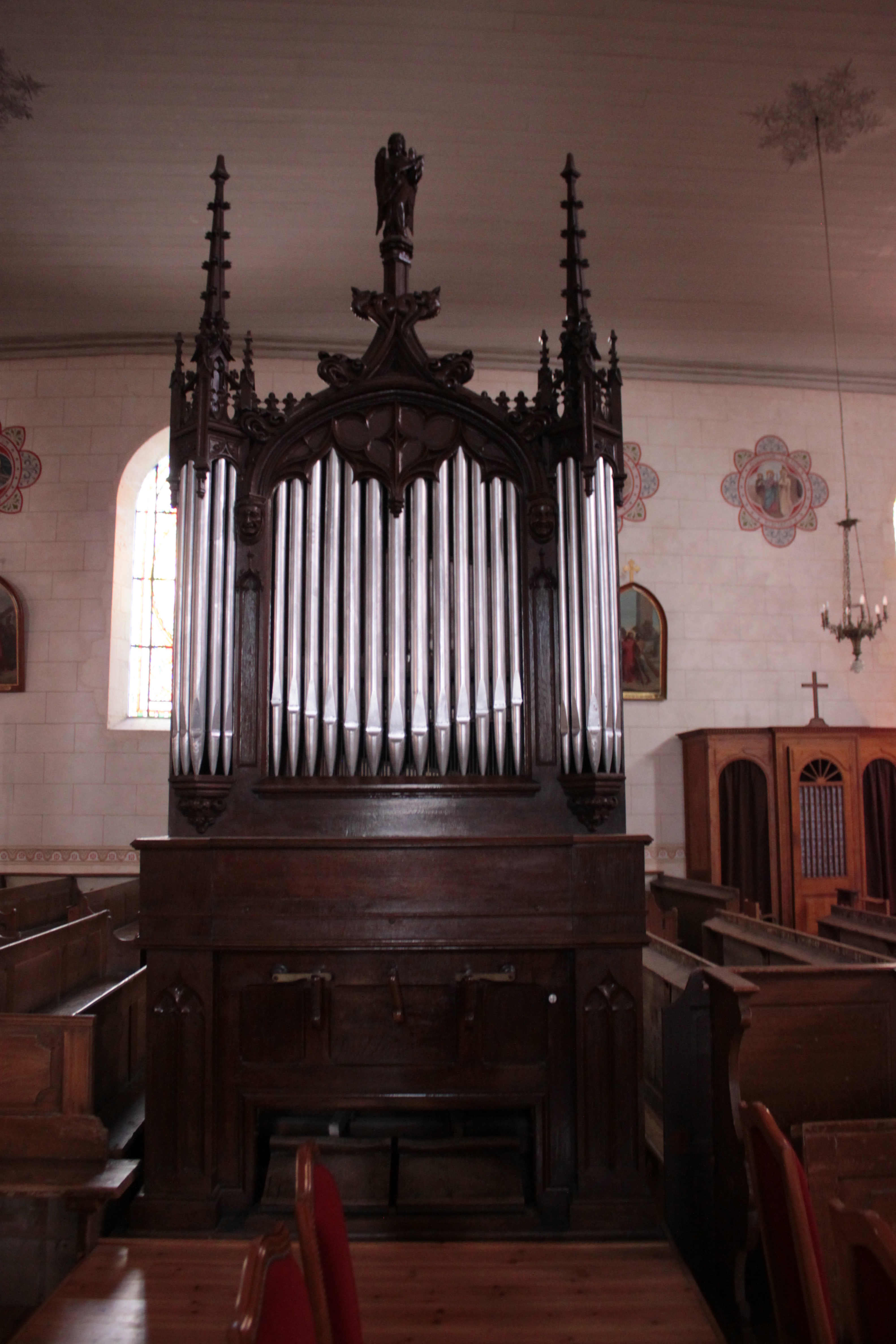
Orgue.
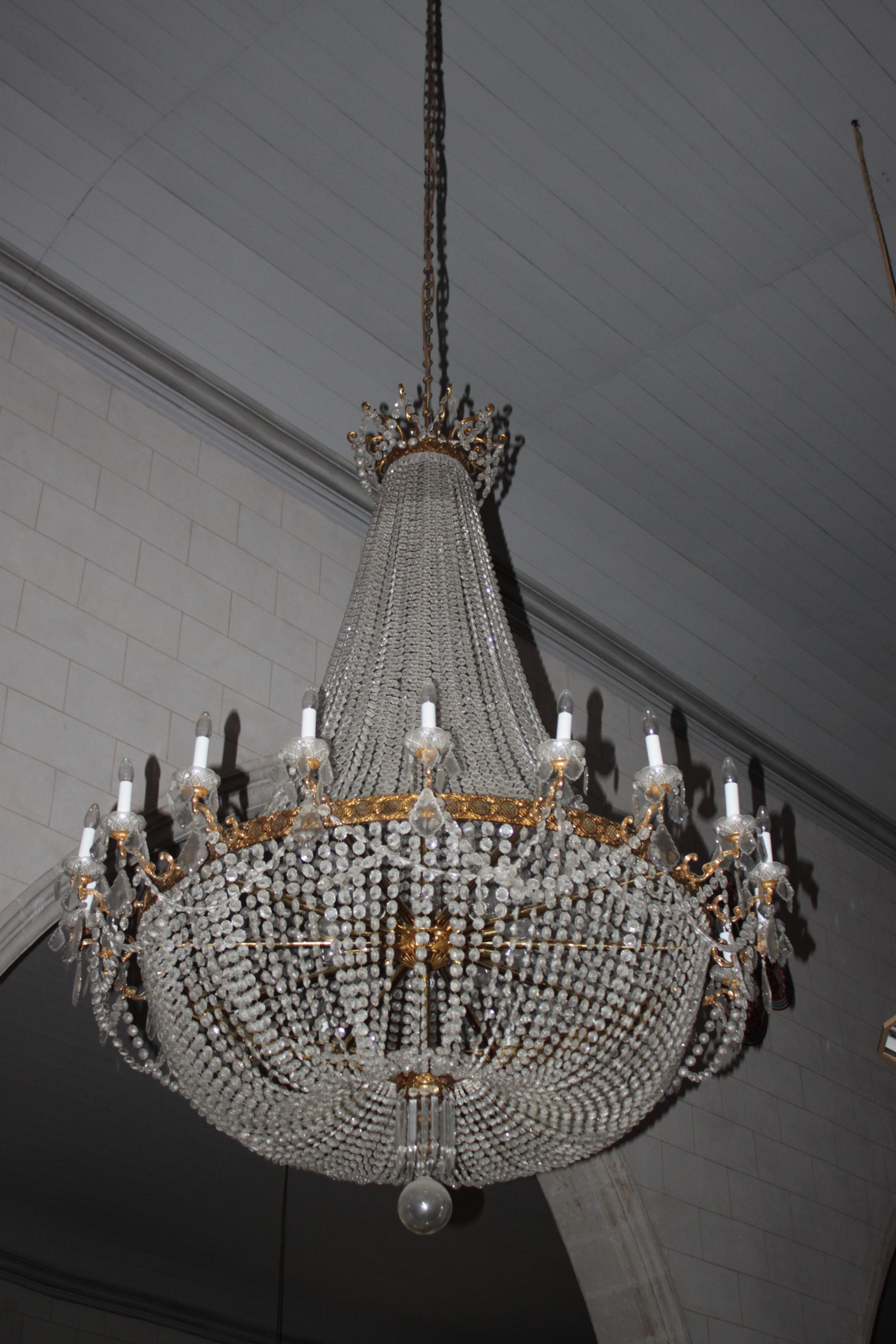
Lustre.
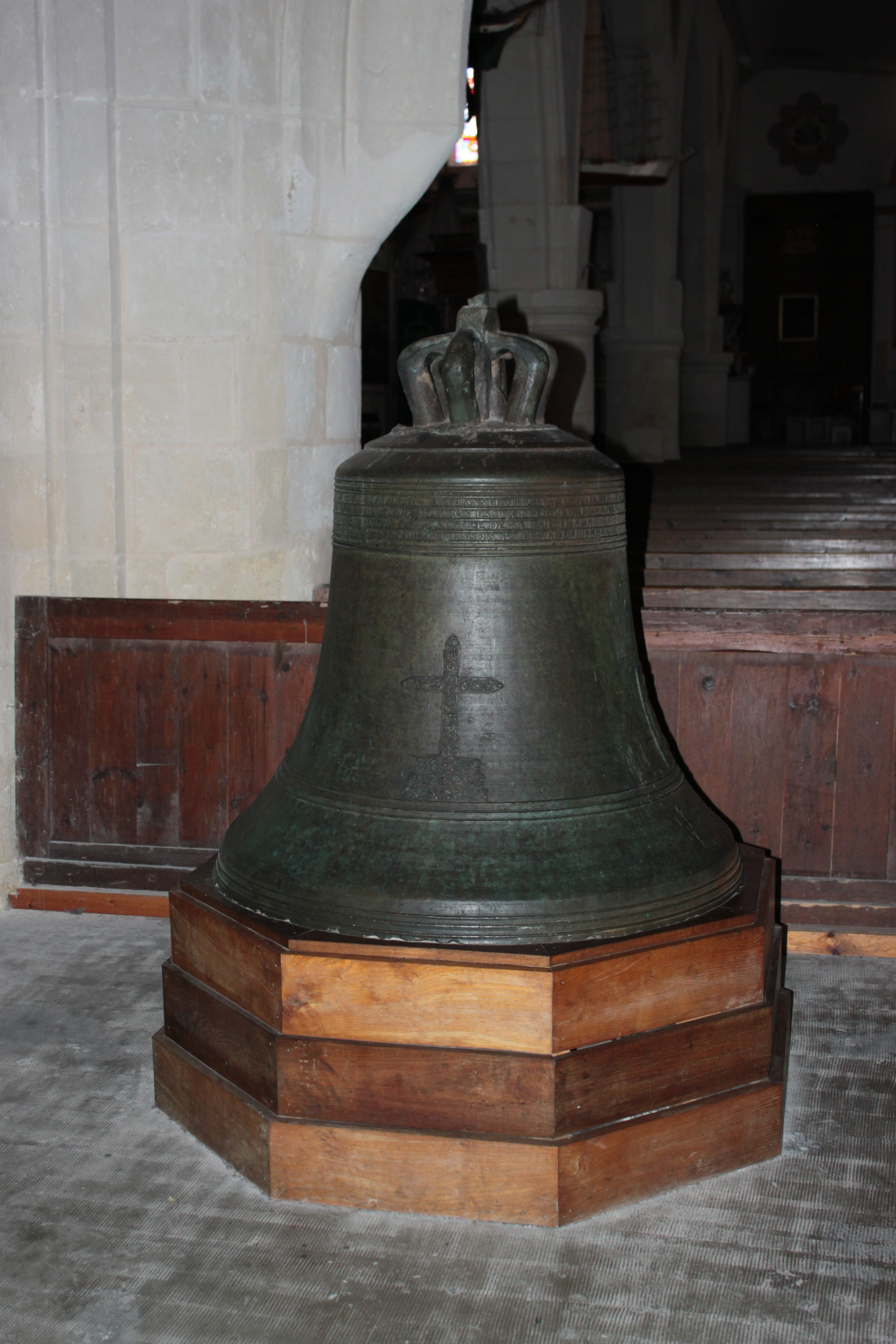
Cloche Armand Jean, descendue, en 1955, après 323 ans de service.
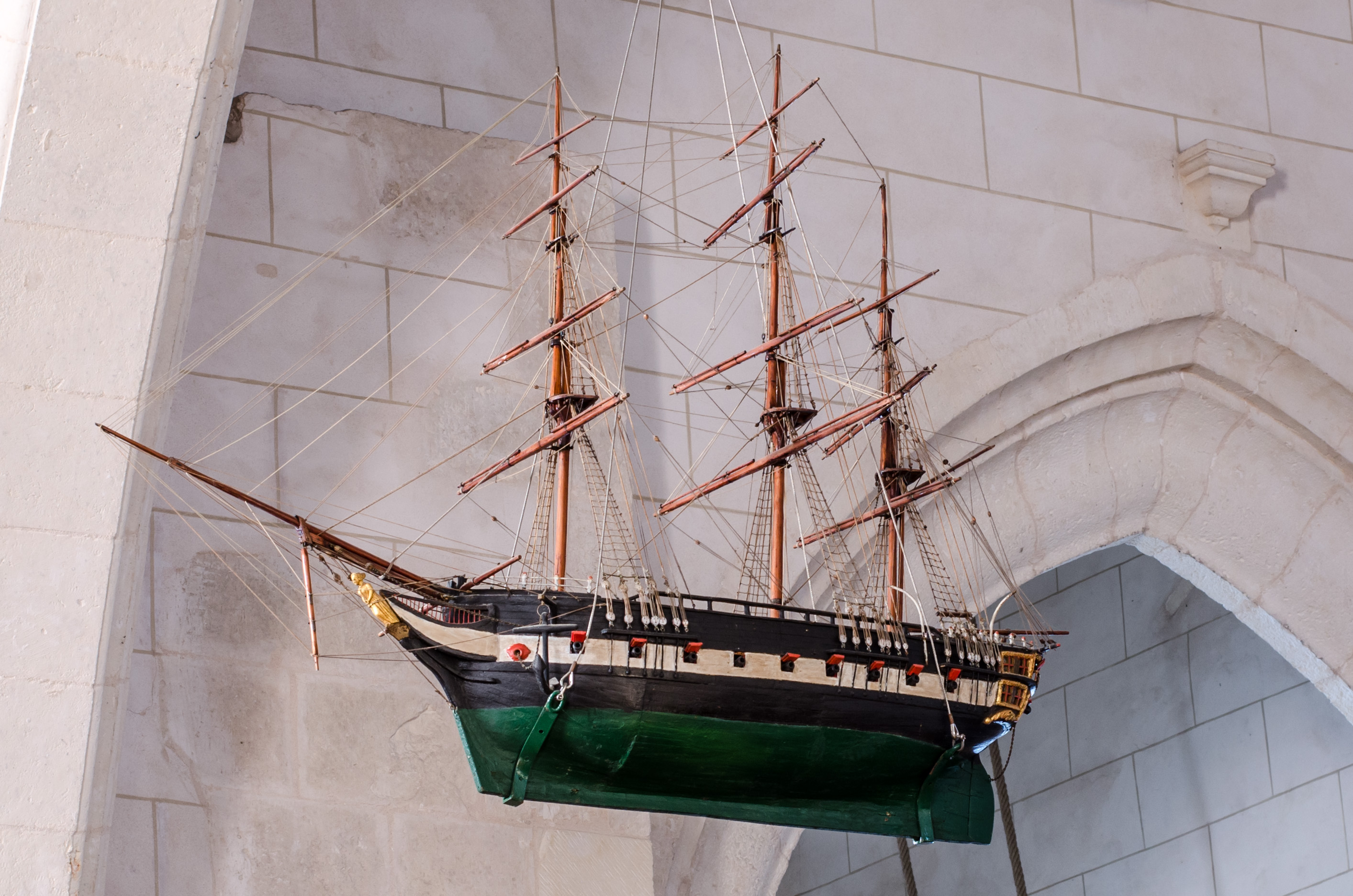
Ex-voto.
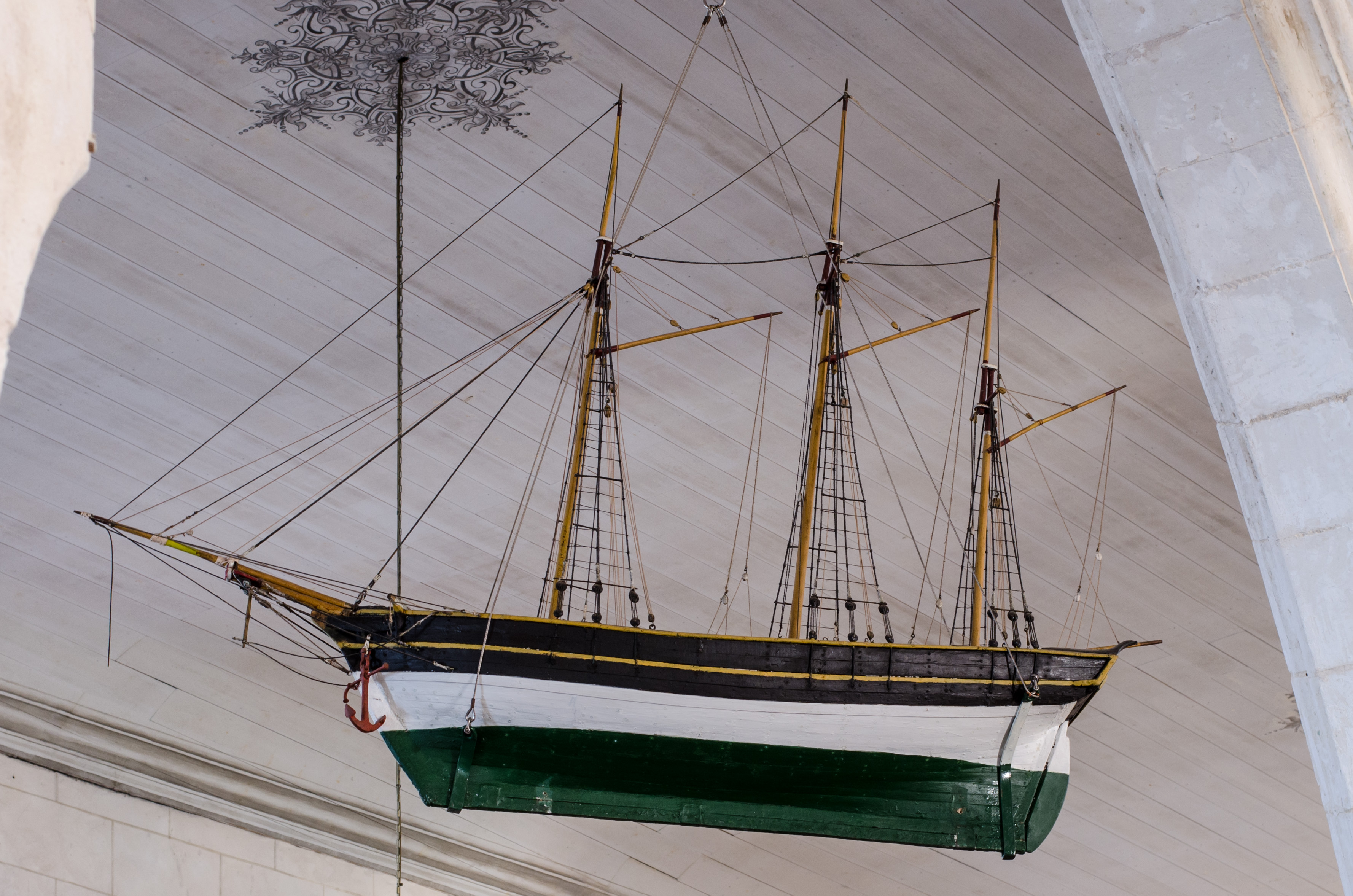
Ex-voto.
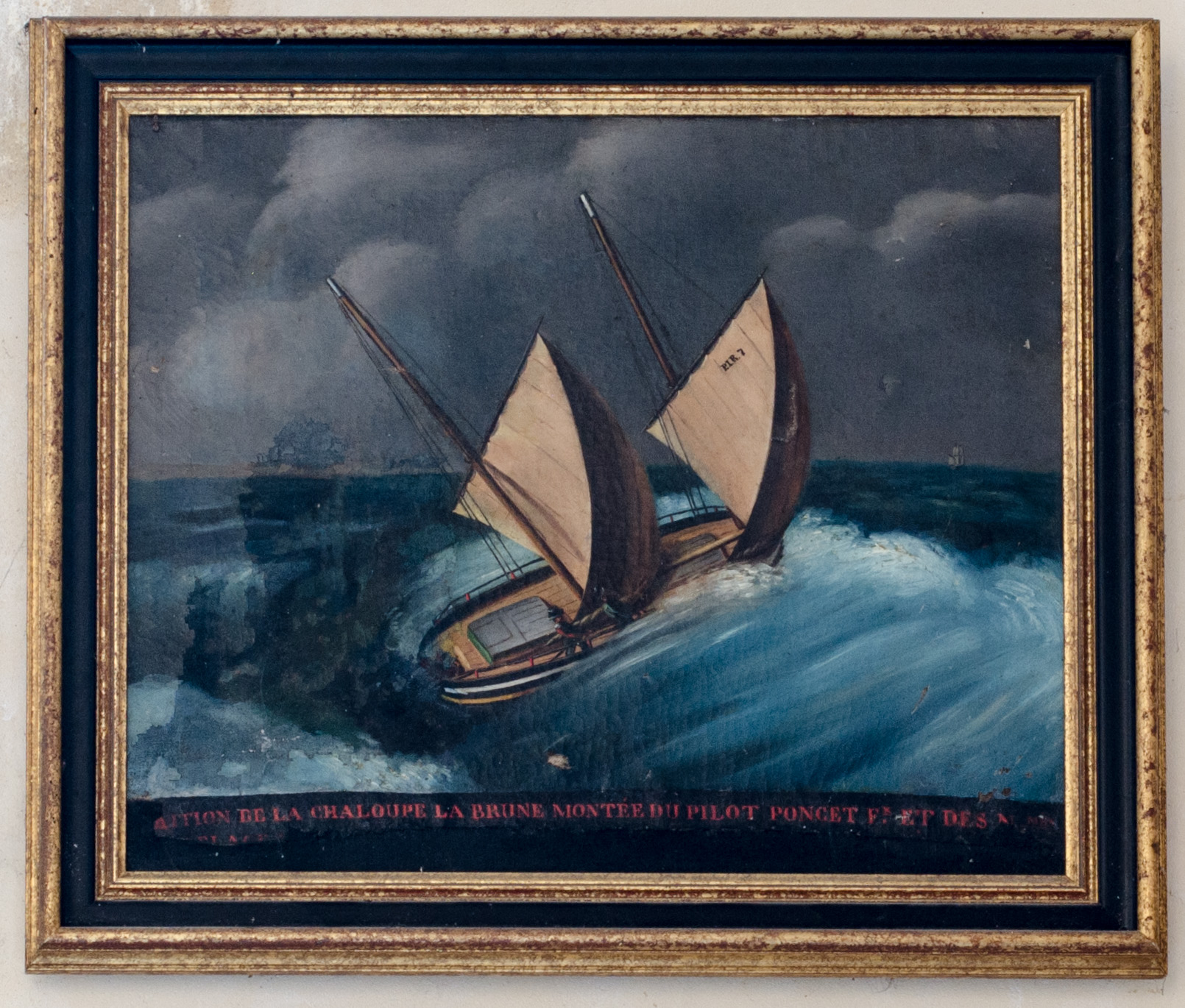
Peinture, ex-voto.
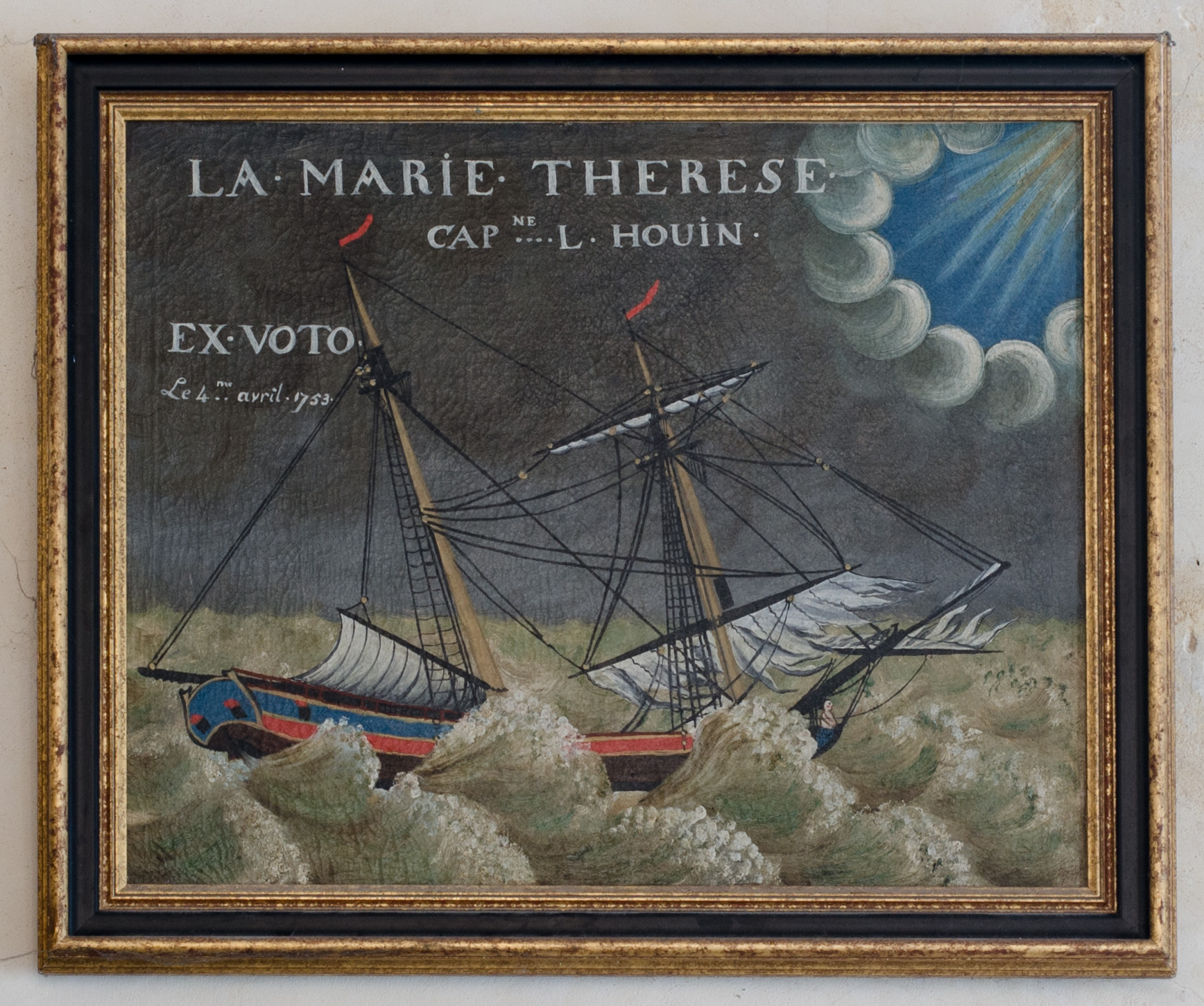
Peinture de Marie-Thérèse, ex-voto.